# Humate
Humate ist ein deutsches Musikprojekt.

## Hintergrund
Es wurde 1991 zunächst von  DJ Gerret Frerichs gegründet, später kamen Oliver Huntemann und Patrick Kjonberg hinzu. Nach dem Ausstieg von Huntemann und Kjonberg führte Frerichs es als Soloprojekt weiter. 1998 gelang Humate mit dem Track Love Stimulation ein Klassiker des Trance.
Dieser Track wurde ursprünglich bereits 1993 auf dem Berliner Trance-Label MFS veröffentlicht und kursierte anfänglich nur durch die europäischen Clubs. Fünf Jahre später nahm das Plattenlabel Jive Records einen von Paul van Dyk angefertigten Remix in sein Repertoire auf und er stieg nach der Veröffentlichung als Single bis auf Platz 18 der britischen Popcharts.
Andere bekannte Tracks sind zum Beispiel Sound und 3.1, die beide von Sven Väth in der Hr3 Clubnight gespielt wurden.
Obwohl in der Folge weitere Tracks entstanden, konnte die Gruppe nicht mehr an diesen Erfolg anknüpfen.

## Remixe
- 2004: Schiller mit Heppner – Leben … I Feel You (Humate Remix)